# John Gerard Williams
John Gerard Williams (Londres, 10 de desembre de 1888 - Surrey, 7 de març de 1947) fou un compositor anglès.
Primerament exercí la carrera d'arquitecte, dedicant, però, les seves hores lliures a l'estudi de la Música i actuar en societats corals i orquestres. El 1911 inicià seriosament els estudis de composició perfeccionant-los dos anys més tard sota la direcció de Walthew.
Va compondre molta música per a piano i cançons, i l'òpera Kate, the Cabin Boy, estrenada amb èxit en el Kingsway Theatre, de Londres, el 1924. També va compondre per la ballarina russa Lopokova un arranjament orquestral d'una sonata de Beethoven. L'accentuat lirisme de les composicions d'aquest autor, especialment en les seves cançons del tipus lied les va fer en estrenes populars.